# Xantholinus dvoraki
Xantholinus dvoraki – gatunek chrząszcza z rodziny kusakowatych i podrodziny kusaków. Zamieszkuje palearktyczną Eurazję.

## Taksonomia
Gatunek ten opisany został po raz pierwszy w 1956 roku przez Henriego Coiffaita na łamach „Bulletin de la Société Entomologique de France”. Jako lokalizację typową wskazano Čelákovice w Czechach. Epitet gatunkowy nadano na cześć Miroslava Dvořáka. Jeszcze w tym samym roku Coiffait opisał również X. dissimilis z Bańskiej Bystrzycy i X. roubali z Bratysławy, ten drugi nazywając na cześć Jana Roubala. W 1971 roku Coiffait opisał X. schweigeri znad jeziora Abant w azjatyckiej Turcji, epitet nadając mu na cześć H. Schweigera. W 1971 roku Arnaldo Bordoni zaliczył X. schweigeri do nowego podrodzaju Xantholinus (Meneidophallus), w 1972 roku podał diagnozę owego podrodzaju włączając doń siedem gatunków, a w 1999 roku wyznaczył X. roubali jego gatunkiem typowym. W 1973 roku Bordoni opisał X. balaton z Zalaváru nad Balatonem, X. sighisoarae z Sighișoary w Rumunii oraz X. varhegyanus z Várhegy w Rumunii. W 1985 roku László Tóth opisał X. lichtneckerti i X. magyaricus z Sukoró na Węgrzech oraz X. pseudobalaton ze Siófoku w tym samym kraju. Wszystkie wymienione nazwy zsynonimizowane zostały z X. dvoraki, a podrodzaj Meneidophallus uznawany jest za monotypowy. Duża liczba synonimów wynika z dużej zmienności wewnątrzgatunkowej w zakresie morfologii woreczka wewnętrznego edeagusa (endofallusa) u tego taksonu.

## Morfologia
Chrząszcz o wąskim, silnie wydłużonym ciele długości od 6,5 do 7,5 mm. Głowa jest smoliście czarna z rudobrązowymi do czerwonobrunatnych czułkami i żółtobrązowymi do rudobrązowych głaszczkami, zaopatrzona w poprzeczną mikrorzeźbę, zwykle jednak zanikłą na ciemieniu. Przedplecze jest ciemnobrązowe do czarnobrunatnego, na dysku zawsze pozbawione mikrorzeźby, natomiast przy brzegach bocznych niekiedy ze słabo zaznaczoną mikrorzeźbą poprzeczną. Odnóża są krępe, barwy żółtobrunatnej lub rudobrunatnej, o kolczastych goleniach. Pokrywy są krótkie, ciemnobrązowe do smoliście brunatnych. Odwłok jest smolisty z brązowym połyskiem. Genitalia samca mają owalny edeagus z szeroko-taśmowatym, niezwiniętym spiralnie endofallusem. Na endofallusie znajdują się dwa wierzchołkowe szeregi kolców, grupa od jednego do pięciu kolców pojedynczych w części środkowej, grupa pojedynczych kolców w części przednasadowej, cztery nasadowe szeregi kolców oraz nasadowa grupa łusek.

## Rozprzestrzenienie
Gatunek palearktyczny, w Europie znany z Niemiec, Austrii, Danii, Szwecji, Polski, Czech, Słowacji, Węgier, Ukrainy, Rumunii, Bułgarii i europejskiej części Rosji, a w Azji z Syberii, Turcji, Gruzji, Kazachstanu, Kirgistanu, Tadżykistanu i Iraku. W Polsce wykazany został z Pojezierza Dobiegniewskiego, Równiny Niemodlińskiej, południa Wyżyny Krakowsko-Częstochowskiej i Płaskowyżu Nałęczowskiego. Na „Czerwonej liście gatunków zagrożonych Republiki Czeskiej” umieszczony jest jako gatunek narażony na wymarcie (NT). 